# Pomaderris argyrophylla
Pomaderris argyrophylla är en brakvedsväxtart som beskrevs av N. A. Wakefield. Pomaderris argyrophylla ingår i släktet Pomaderris och familjen brakvedsväxter. Inga underarter finns listade i Catalogue of Life.